# Список умерших в 1297 году

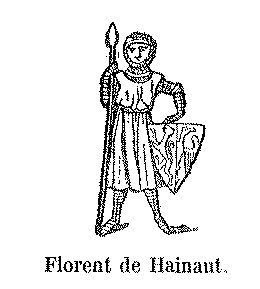
Флорис де Эно

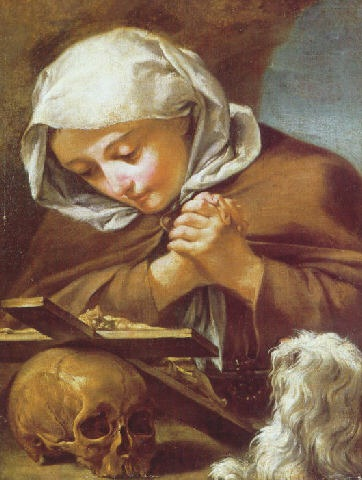
Маргарита Кортонская

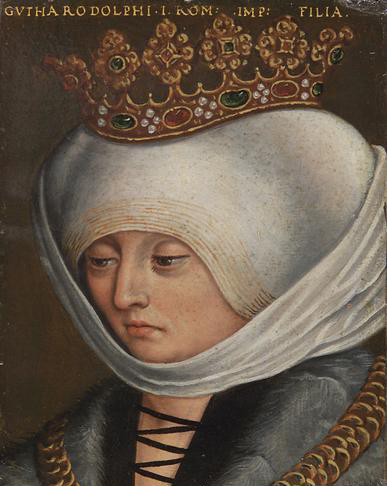
Юдита Габсбург

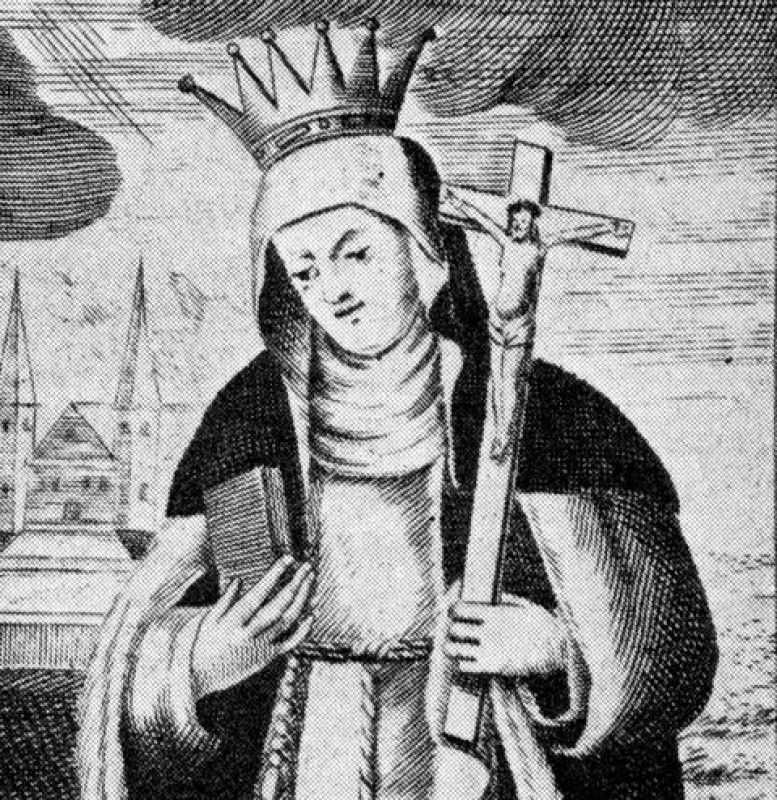
Гертруда фон Альтенберг

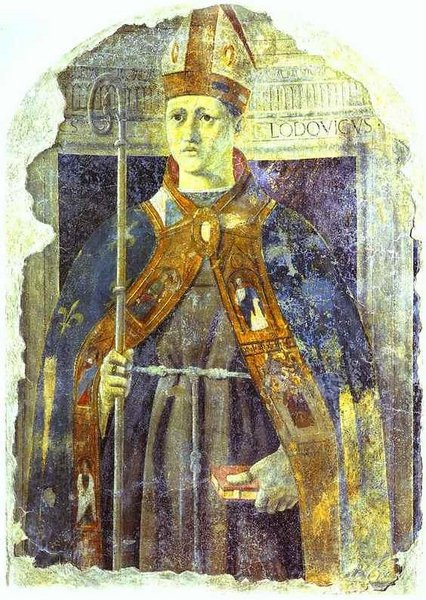
Людовик Тулузский

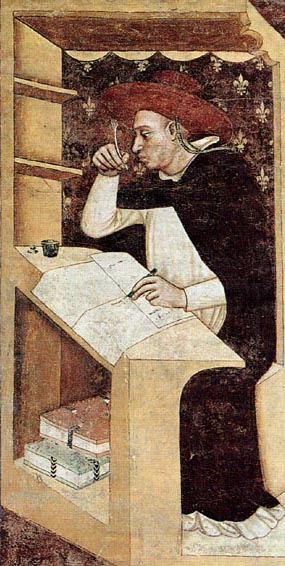
Юг Эслен де Бийом

В этой статье представлен список известных людей, умерших в 1297 году.
См. также: Категория:Умершие в 1297 году

## Январь
- 23 января — Флорис де Эно — князь Ахейский (1289—1297)

## Февраль
- 13 февраля — Хессо — маркграф Баден-Бадена (1288—1297)
- 18 февраля — Ги дес Прес[фр.] — епископ Нуайона (1272—1297)
- 22 февраля — Маргарита Кортонская — святая римско-католической церкви.
- 27 февраля — Генрих II[нем.] — епископ Зеккау (1292—1297).

## Март
- Иоанн XI Векк, Константинопольский патриарх времён лионской унии (1275—1282).

## Апрель
- 7 апреля — Зигфрид фон Вестербург[англ.] — архиепископ Кёльна и герцог Вестфалии (1275—1297)
- 16 апреля — Конрад II фон Риетберг[нем.] — епископ Оснабрюка (1270—1297)

## Май
- 7 мая — Симон д’Армантье[фр.] — французский кардинал-епископ Санта-Бальбина
- 18 мая — Николас Лонгеспи[англ.] — епископ Солсбери (1291—1297)

## Июнь
- 18 июня — Юдита Габсбург (26) — королева-консорт Чехии (1285—1297), королева-консорт Польши (1296—1297), жена Вацлава II.
- 27 июня — Берард де Гот[фр.] — архиепископ Лиона (1289—1284), кардинал-епископ di Albano (1294—1297).

## Июль
- 19 июля — Уильям де Вески (51) — британский дворянин, 1-й барон Вески (с 1295); один из претендентов на трон Шотландии.

## Август
- 13 августа:
  - Гертруда фон Альтенберг[нем.] — аббатиса Альтенберга, святая римско-католической церкви;
  - Навруз[англ.] — монгольский эмир и военачальник, повстанческий лидер, сын Аргун-ака, казнён.
- 14 августа — Фридрих III — бургграф Нюрнберга (1261—1297)
- 16 августа — Иоанн II Великий Комнин — Трапезундский император (1280—1284, 1285—1297)
- 18 августа — Симон де Больё — архиепископ Буржа (1281—1294), кардинал-епископ Палестрины (1294—1297)
- 19 августа — Людовик Тулузский (23) — второй сын Карла II Хромого, короля Неаполя, епископ Тулузы (1296—1297), святой римско-католической церкви.
- 20 августа
  - Вальрам — граф Юлиха (1278—1297), убит в битве при Фюрне
  - Уильям Фрезер[англ.] епископ Сент-Андруса (1279/80-1297) — лорд-канцлер Шотландии (1273—1279), хранитель Шотландии (1290—1292)
- 27 августа — Рейнбото фон Мейленхарт[нем.] — епископ Айхштета (1279—1297)

## Сентябрь
- 11 сентября — Хью де Крессингхем[англ.] — казначей английской администрации Шотландии (1296—1297), убит шотландцами в битве на Стерлингском мосту
- 28 сентября — Гильом де ла Рош-Танги[фр.] — архиепископ Ренна (1282—1297)

## Ноябрь
- 21 ноября — Роджер Моубрей — феодальный барон Монбрей (1266—1295), первый барон Моубрей (1295—1297).

## Декабрь
- 20 декабря — Филипп де Лоран-Флоранж[фр.] — епископ Меца (1261—1263)
- 23 декабря — Юг Эслен де Бийом — кардинал-священник Санта-Сабина (1288—1294), кардинал-епископ Остии и Веллетри (1294—1297), декан Коллегии кардиналов (1294—1297)

## Дата неизвестна или требует уточнения
- Мариано II Арборейский — юдекс Арбореи (1241—1297)
- Муктабай[англ.] — святой традиции Варкари
- Никифор I Комнин Дука — Царь Эпира (1267/1268—1297)
- Роджер де Монталт[англ.] — первый барон Монталт (1295—1297).
- Тутуха, монгольский военачальник.
- Эндрю де Морей — один из руководителей борьбы шотландцев с англичанами
- Энрико да Фучеккио[итал.] — епископ Луни (1273—1297)
- Ян II Гербич[пол.] — епископ Познани (1285—1297)